# ليز بريجيت فريدريكسن
ليز بريجيت فريدريكسن (بالنرويجية البوكمول: Lise Birgitte Fredriksen)‏ هي متسابقة يخت نرويجية، ولدت في 24 أكتوبر 1979.

## وصلات خارجية
- ليز بريجيت فريدريكسن على موقع أوليمبيديا (الإنجليزية)